# Ora în Statele Unite ale Americii

Harta fusurilor orare din SUA

Statele Unite ale Americii utilizează mai multe fusuri orare, reflectând vastitatea geografică a țării. Sistemul de fusuri orare în SUA este reglementat de Departamentul de Transport al Statelor Unite, care coordonează transportul și comunicațiile în întreaga națiune. Ora oficială a fost adoptată pentru prima dată în Statele Unite în 1883, pentru a facilita programarea trenurilor la nivel național și a fost standardizată prin Actul Standard Time din 1918.

## Fusuri Orare Principale

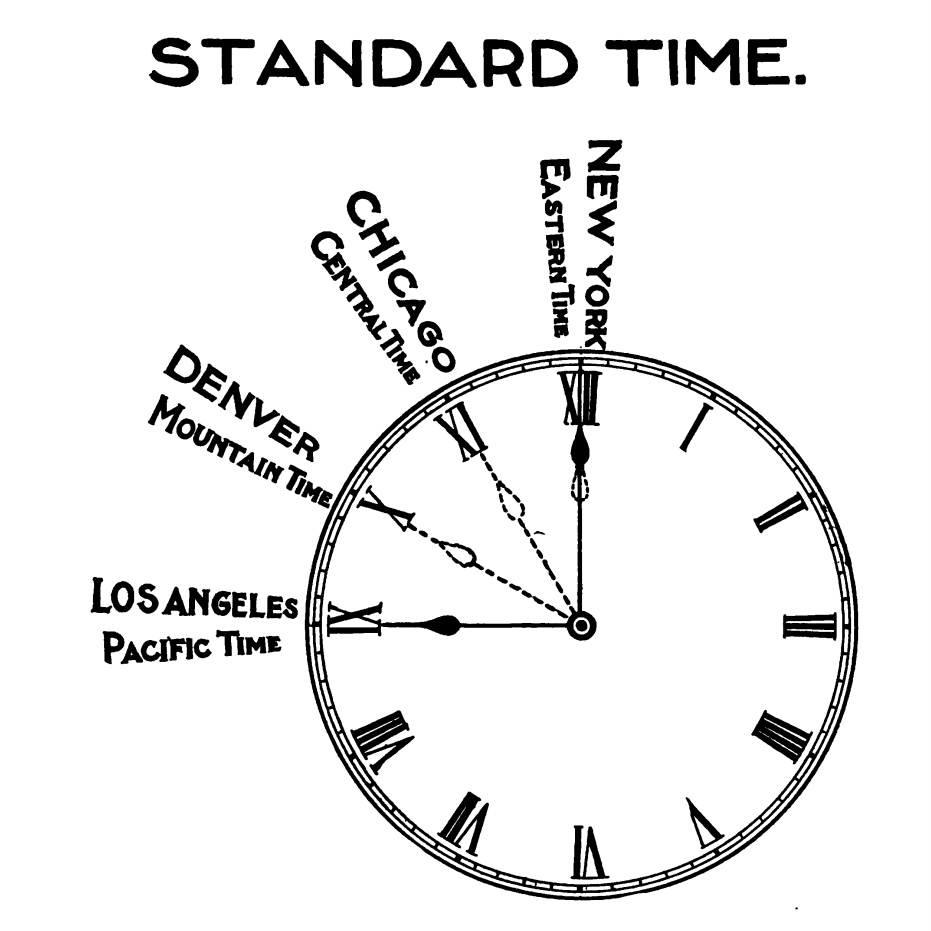
Ora standard în Statele Unite continentale, ilustrație din 1903

Statele Unite sunt împărțite în patru fusuri orare continentale principale:
- Eastern Standard Time (EST) / Eastern Daylight Time (EDT) - UTC-5/UTC-4
- Central Standard Time (CST) / Central Daylight Time (CDT) - UTC-6/UTC-5
- Mountain Standard Time (MST) / Mountain Daylight Time (MDT) - UTC-7/UTC-6
- Pacific Standard Time (PST) / Pacific Daylight Time (PDT) - UTC-8/UTC-7

Aceste fusuri orare acoperă statele continentale ale SUA. Pe lângă acestea, există fusuri orare pentru Alaska (Alaska Standard Time - AST/Alaska Daylight Time - ADT) și Hawaii (Hawaii-Aleutian Standard Time - HAST, fără trecere la ora de vară).

## Ora de Vară
Statele Unite adoptă ora de vară, începând din a doua duminică a lunii martie și până în prima duminică a lunii noiembrie. În acest interval, ceasurile sunt date cu o oră înainte pentru a profita mai mult de lumina naturală seara. Nu toate regiunile adoptă ora de vară; de exemplu, majoritatea statului Arizona nu schimbă ora.

## Excepții și Particularități
Există câteva excepții în ceea ce privește fusurile orare în Statele Unite. De exemplu, teritoriile SUA, cum ar fi Puerto Rico, Insulele Virgine ale SUA, Guam și Samoa Americană, au propriile lor fusuri orare. În plus, unele părți ale statelor adoptă fusuri orare diferite de restul statului, în funcție de legăturile economice sau culturale cu regiunile învecinate.

## Coordonarea Orelor
Ora oficială în Statele Unite este menținută de Observatorul Naval al SUA, în colaborare cu Institutul Național de Standarde și Tehnologie (NIST). Aceste instituții asigură sincronizarea cu UTC (Timpul Universal Coordonat) și distribuția corectă a orei oficiale prin diferite mijloace, inclusiv semnale radio și internet.

## Importanța Fusurilor Orare
Fusurile orare în SUA au o importanță majoră în planificarea activităților economice, sociale și de transport. Ele afectează programarea zborurilor, transmisiile televizate, desfășurarea evenimentelor sportive și operațiunile companiilor care funcționează la nivel național. Ajustarea precisă și coordonarea fusurilor orare sunt esențiale pentru menținerea eficienței și a sincronizării într-o țară atât de vastă și diversificată.